# Rheumatisches Fieber
Das rheumatische Fieber [auch akutes rheumatisches Fieber und Rheumafieber genannt] ist eine durch A-Streptokokken verursachte autoimmunentzündliche Erkrankung, die sich mit Fieber und dem Befall verschiedener Organsysteme manifestiert. Dazu gehören am häufigsten die Entzündung der Gelenke (akute rheumatische Polyarthritis) und des Herzens (rheumatische Karditis). Seltener betroffen sind andere Organe wie die Haut (Erythema marginatum, subkutane Knoten), das zentrale Nervensystem (Chorea minor), Gastrointestinaltrakt (abdominale Schmerzen), Leber, Lunge, Pleura und Niere.
Sie tritt als Folgeerkrankung nach einer Infektion meist der oberen Luftwege mit A-Streptokokken auf, die selbst oft mit nur milden Symptomen einhergeht.  Nach einer Tonsillitis oder Pharyngitis mit Streptokokken (v. a. Streptococcus pyogenes) erkranken dann hauptsächlich Kinder und Jugendliche am rheumatischen Fieber. Nach Streptokokkenerkrankungen anderer Lokalisation (Pyodermie, Erysipel) oder bei anderen Erregergruppen (Streptococcus viridans, Enterokokken) tritt die Folgeerkrankung nicht auf.
Bei älteren Erwachsenen ist das Krankheitsbild aufgrund häufig untypischer Verläufe schwer zu diagnostizieren. Die Zahl der Herzklappen-Erkrankungen, deren Zusammenhang mit dem rheumatischen Fieber erstmals von David Pitcairn 1788 am St. Bartholomew’s Hospital in London gelehrt wurde, bei Erwachsenen in Europa liegt aber weiterhin bei 3–4 %. Die Mehrzahl dieser Klappenerkrankungen ist bakterieller Natur oder arteriosklerotisch bedingt. Eine rheumatische Reaktion ist schwer auszuschließen.
Dass die Krankheit in den Industrieländern selten geworden ist, führt man auf die Penicillintherapie der akuten Streptokokkeninfektionen und die mehrjährige Rezidivprophylaxe des rheumatischen Fiebers mit Penicillin zurück.

## Pathogenese
Das rheumatische Fieber tritt nach einer Infektion des Rachens (Pharyngitis) mit Bakterien aus der Gruppe der A-Streptokokken auf. Als wahrscheinlichste Ursache des Rheumatischen Fiebers wird mittlerweile eine Autoimmunreaktion durch molekulare Mimikry angenommen. Das heißt, dass sich im Rahmen der Bekämpfung der Infektion Antikörper und Immunzellen (genauer T-Zellen) bilden, die sowohl Strukturen auf der Oberfläche der Bakterien, als auch Strukturen an der Oberfläche körpereigener Zellen binden. Bei den Zielstrukturen auf der Streptokokken-Oberfläche handelt es sich um das M-Protein und das N-Acetylglucosamin des Polysaccharids der A-Streptokokken (s. Lancefield-Einteilung). Die Erscheinungsform des Rheumatischen Fiebers hängt davon ab, mit welchen körpereigenen Strukturen das Immunsystem genau reagiert. Die Gelenkentzündung geht vermutlich auf die Ablagerung von Immunkomplexen in der Gelenkinnenhaut (Synovialmembran) zurück, bei der Chorea minor werden Neurone der Basalganglien von Antikörpern und T-Zellen attackiert und in ihrer Funktion gestört, bei der rheumatischen Karditis richten sich die Antikörper gegen Strukturen von Herzmuskelzellen und Herzklappen und das Erythema marginatum (Hautausschlag) wird durch eine Reaktion gegen Keratine verursacht.

## Klinisches Bild und Verlauf
Die Zeit zwischen der Streptokokken-Infektion und dem Ausbruch des rheumatischen Fiebers liegt bei einer bis fünf Wochen. Ausnahmen sind der Befall von Gehirn (Chorea minor) und Herz, der auch deutlich später (sechs Monate) nach der Infektion manifestieren kann. Die vorausgehende Infektion kann asymptomatisch gewesen sein, also keine Beschwerden gemacht haben. Zu Beginn ist das häufigste Symptom (>90 %) Fieber, gefolgt von Gelenkentzündungen (eines oder mehrere Gelenke können betroffen sein) bei 60–75 % und einer Herzentzündung insbesondere mit Beteiligung der Mitralklappe bei bis zu 60 % der Betroffenen. Die Häufigkeit der Chorea minor fällt in verschiedenen Populationen sehr unterschiedlich aus und wird mit 2 bis 30 % angegeben. Sie tritt meistens alleine und ohne andere Manifestationen auf. Ein Befall der Haut ist heute selten geworden und tritt nur noch in unter 5 % der Fälle auf. Er äußert sich durch einen flüchtigen ringförmigen Hautausschlag (Erythema marginatum) und durch Bildung von Knötchen (Granulomen) in der Unterhaut.
Unbehandelt hält das rheumatische Fieber etwa 12 Wochen an. Danach sind die Patienten häufig beschwerdefrei. Ausnahme ist wieder die Chorea minor, deren Bewegungsstörungen zwar meistens innerhalb von 6 Wochen ausklingen, die aber häufig psychische Veränderungen zurücklässt, die länger andauern. Ein unbehandeltes rheumatisches Fieber kann wiederkehren (rezidivieren). Durch die Schädigung der Mitralklappe (seltener zusätzlich der Aortenklappe) kann es zu einer Undichtigkeit der betroffenen Klappe kommen (s. Mitralklappeninsuffizienz und Aortenklappeninsuffizienz), in deren Folge eine Herzschwäche entsteht (sog. Rheumatische Herzkrankheit). Eine weitere Folge der Herzklappenschädigung können ischämische Schlaganfälle sein.

## Diagnosekriterien
Die charakteristischen Symptome und Befunde dienen als Haupt- und Nebenkriterien der sog. Jones-Kriterien zur Diagnosestellung des rheumatischen Fiebers. Die erste Aufstellung dieser Kriterien geht auf die Kardiologen T. Duckett Jones und Edward Franklin Bland 1944 zurück; sie wurden 1992 von der American Heart Association verfeinert und spezifiziert:
- Major-Kriterien:
  - Karditis (Herzentzündung), speziell:
    - Endokarditis (Herzinnenhautentzündung)
    - Perikarditis (Herzbeutelentzündung)
    - Myokarditis (Herzmuskelentzündung)

  - Polyarthritis, eine akute Entzündung insbesondere der großen Gelenke, mit charakteristischem Wandern der oft flüchtigen Symptome (bei Kindern und Jugendlichen die häufigste Majorsymptomatik).
  - Chorea minor (Sydenham) mit Befall des Corpus striatum, eines Teils der basalen Stammganglien des Gehirns – fast nur bei Kindern, siehe auch PANDAS. Eine Chorea minor kann auch noch Monate nach der Infektion auftreten und bedarf deshalb bei Auftreten keiner weiteren diagnostischen Kriterien, sondern des Ausschlusses anderer Ursachen.
  - typisches Erythem („Erythema marginatum“: Ausschlag, bestehend aus ringelförmigen Hautrötungen[9])
  - Auftreten von kleinen Knoten unter der Haut an den Streckseiten der Extremitäten (sogenannte „Rheuma-Knötchen“, wie sie auch von der rheumatoiden Arthritis her bekannt sind)
- Minor-Kriterien:
  - Fieber
  - Gelenkschmerzen (Arthralgien)
  - erhöhte unspezifische Entzündungsparameter im Blut: Blutsenkungsgeschwindigkeit (BSG)  ↑, CRP ↑
  - bereits durchgemachtes rheumatisches Fieber oder rheumatischer Herzklappenfehler
  - Verlängerte PQ-Zeit oder PR-Zeit im EKG

Die Diagnose gilt als gesichert bei Nachweis des vorangegangenen Streptokokkeninfektes (Rachenabstrich/erhöhter, bzw. ansteigender Antistreptolysintitertiter) und wenn zwei Major-Kriterien oder ein Major-Kriterium und zwei Minor-Kriterien vorliegen.
Eine erneute Revision der Jones-Kriterien im Jahr 2015 enthielt zusätzlich doppler-echokardiographische Kriterien für eine subklinische Endokarditis in Gestalt kleiner Rückflüsse (Regurgitationen) über Mitral- und Aortenklappe sowie in Form eines Mitralklappenprolapses lediglich der Mitralklappenränder in den linken Vorhof. Für die Diagnose eines wiederkehrenden rheumatischen Fiebers sollten drei Minor-Kriterien allein ausreichen, falls eine bereits durchgemachte rheumatische Herzerkrankung feststeht. Anstelle des Major-Kriteriums „Polyarthritis“ sollten eine Monarthritis oder eine Polyarthralgie in Populationen mit mittlerem oder hohem Risiko für ein rheumatisches Fieber als Diagnosekriterium ausreichen. Für diese Population sollte auch schon der Befund eines mäßigen Fiebers als Minor-Kriterium gelten.

## Behandlung

### Vorbeugung
Wichtig zur Vermeidung des rheumatischen Fiebers ist die antibiotische Therapie des Streptokokkeninfekts. Diese erfolgt mit Penicillin, Amoxicillin oder Ampicillin oder bei Kindern auch mit Cephalosporinen Bei Penicillinallergie können Makrolid-Antibiotika eingesetzt werden, z. B. Erythromycin.

### Akuttherapie
Kommt es zum rheumatischen Fieber, muss nach einem Rachenabstrich zum Nachweis der Streptokokkeninfektion unverzüglich eine antibiotische Therapie zur Eradikation des Erregers erfolgen. Das Mittel der ersten Wahl ist Penicillin V, bei Allergie gegen Penicilline Clarithromycin oder Cephalosporine. Zur Symptomlinderung werden entzündungshemmende Medikamente wie Ibuprofen eingesetzt sowie lokale Wärme- und Kältebehandlungen der entzündeten Gelenke. Bei schwerer Karditis ist eine entzündungshemmende Therapie mit Prednisolon indiziert. Die früher gültige Empfehlung zu einer hochdosierten ASS-Therapie wird in den aktuellen Leitlinien der Deutschen Gesellschaft für pädiatrische Kardiologie wegen fehlenden Wirksamkeitsnachweis ausdrücklich widerrufen.

### Rezidivprophylaxe
Patienten, die ein rheumatisches Fieber überstanden haben, benötigen eine mehrjährige Therapie mit Antibiotika, um eine erneute Streptokokkeninfektion zu verhindern und damit ein erneutes rheumatisches Fieber, das schwerer ausfallen und bestehende Schäden vergrößern kann, zu vermeiden. Die Rezidivprophylaxe erfolgt im Allgemeinen mit Penicillin, bei Penicillinallergie wird auch hier mit einem Makrolid-Antibiotikum therapiert. Die Dauer der Prophylaxe richtet sich nach dem Ausmaß der Herzschädigung:
- Nach einer Karditis mit bleibendem Herzklappenfehler erfolgt die Prophylaxe mindestens während zehn Jahren und mindestens bis zum Erreichen des 40. Lebensjahres,
- nach einer Karditis ohne bleibenden Klappenfehler ist sie bis zum Erreichen des 21. Lebensjahres und mindestens zehn Jahre lang notwendig, und
- nach einem rheumatischen Fieber ohne Herzbeteiligung soll sie bis zum Erreichen des 21. Lebensjahres oder mindestens fünf Jahre lang durchgeführt werden.[13]

## Prognose
Die Prognose wird vor allem durch die Erkrankung des Herzens (Karditis) und deren Folgen (Rezidivneigung und rheumatischer Herzklappenfehler) bestimmt. Die Letalität wird mit 2 bis 5 % angegeben. Alle anderen Symptome heilen meist folgenlos ab. Es wurde eine erhöhte Prävalenz von psychischen Störungen nach Chorea minor beobachtet, insbesondere Zwangsstörungen und Depressionen.
Etwa 50 % der Patienten mit akutem rheumatischen Fieber entwickeln eine chronische rheumatische Herzerkrankung.

## Geschichte
Bereits Hippokrates beschrieb das rheumatische Fieber und unterschied somit zwischen Gicht und akutem Gelenkrheumatismus. Die dabei auftretenden Knoten unter der Haut erkannte 1810 William Charles Wells und beschreibt diese in einer Arbeit über Rheumatismus und Herz. Den Zusammenhang von fieberhaftem Gelenkrheumatismus und rheumatischen, serofibrösen Veränderungen des Herzgewebes publizierte 1835 der französische Kliniker Jean-Baptiste Bouillaud, der erkannt hatte, dass das rheumatische Fieber nicht nur die Gelenke, sondern auch die inneren Organe befallen kann. Der Franzose Ernest-Charles Lasègue soll gesagt haben „Der akute Rheumatismus leckt die Gelenke, aber er beißt das Herz“.
Der amerikanische Kardiologe T. Duckett Jones etablierte das rheumatische Fieber als komplexes Krankheitsbild und stellte 1944 für seine Diagnose erstmals die nach ihm benannten Kriterien auf, die später verfeinert und ergänzt wurden.

## Historische Literatur
- Friedrich Roth: Statistik des acuten Gelenkrheumatismus. In: Würzburger Medicinische Zeitschrift. Band 4, 1863, S. 277–294.